# Juan Schnitman
 Juan Schnitman ( Buenos Aires, Argentina, 1980  ) es un director, productor y guionista de cine, conocido por El incendio  y Sangre.

## Actividad profesional
Pasó en el campo su infancia y adolescencia y retornó a Buenos Aires en la década de 1990 para estudiar dirección de cine en la Universidad del Cine. Después de graduarse coescribió y codirigió en 2004 con Santiago Mitre, Alejandro Fadel y Martín Mauregui la película El amor (primera parte)  producido por Mariano Llinás y la Universidad del Cine, que se mantuvo en Buenos Aires seis meses en exhibición con las localidades agotadas y más adelante fue exhibido en Settimana Internazionale della Critica en Venecia.
En 2007 volvió a codirigir en el documental  Grande para la ciudad  (2007) sobre una banda musical uruguaya y en 2015 estrenó su primer largometraje de ficción, El incendio   que se dio en la sección Panorama de la Berlinale, al que siguió Sangre en 2020.

## Filmografía
Intérprete
- Historias extraordinarias  (2008)	...	Andreas
- Esctasy!!  (cortometraje 2001)

Director
- Sangre  (2020)
- Rompiente (mediometraje	2020)
- El incendio  (2015)
- Grande para la ciudad  (2007)
- Mi primera salida (cortometraje	2005)
- El amor (primera parte)   (2004)
- Yakuza (cortometraje 2002)
- Duelo (cortometraje	2002)
- Victorina Fernández Ortiz (cortometraje	2002)
- La muerte de Ricardo Lee (cortometraje	2001)
- El interior de la Bestia (cortometraje 1999)

Asistente de Dirección
- Esctasy!!  (cortometraje 2001)

Guionista
- Rompiente (mediometraje	2020)
- Sangre  (2020)
- Grande para la ciudad  (2007)
- Mi primera salida (cortometraje	2005)
- La muerte de Ricardo Lee (cortometraje	2001)
- Esctasy!!  (cortometraje 2001)
- El interior de la Bestia (cortometraje 1999)

Argumento
- Sangre  (2020)

Autor
- El incendio  (2015)

Producción
- Rompiente (mediometraje	2020)
- Duelo (cortometraje	2002)
- Los globos  (2016)
- Victorina Fernández Ortiz (cortometraje	2002)
- ¿Qué hacemos con Pablito? (cortometraje	2000)

Producción ejecutiva
- Grande para la ciudad  (2007)

Asistente de producción
- Historias extraordinarias  (2008)

Fotografía
- Grande para la ciudad  (2007)

Montaje
- Rompiente (mediometraje	2020)
- Grande para la ciudad  (2007)
- Yakuza (cortometraje 2002)
- Victorina Fernández Ortiz (cortometraje	2002)
- El interior de la Bestia (cortometraje 1999)

Dirección de arte
- A ningún lado (cortometraje 2003)
- Basura (cortometraje 2002)
- Equilátero	2002
- Cosas que hice anoche (cortometraje 2002)
- Sábado a la noche, domingo a la mañana (cortometraje 2002)
- El síndrome Lantz (cortometraje 2001)

Asistente de arte
- Canción para Ana (cortometraje 2001)

## Nominaciones y premios
Festival de Berlín 2015
- El incendio nominado al Premio del público.[2]

BAFICI 2015
- El incendio nominado al Premio a la Mejor Película en la competencia internacional.[3]

Festival de Santiago 2015
- El incendio ganador del Premio de la Crítica internacional compartido con La obra del siglo, de Carlos Quintela.[4]

Academia de las Artes y Ciencias Cinematográficas de la Argentina .
- El incendio nominada al Premio Sur  2015  a la Mejor Ópera Prima
- Pilar Gamboa nominada al Premio Sur a la mejor actriz por El incendio

Asociación de Cronistas Cinematográficos de la Argentina
- El incendio  nominada al Premio Cóndor de Plata 2016  a la Mejor Ópera Prima
- Mi primera salida nominada al Premio Cóndor de Plata 2005 al Mejor Cortometraje
- El amor (primera parte)  nominada al Premio Cóndor de Plata 2005 al Mejor Videofilme

Festival Internacional de Cine de Atenas
- El incendio nominado al Premio Atenea de Oro 2015 a la Mejor Película.

CPH PIX Festival Internacional de Cine (Copenhague)
- El incendio nominada al Gran Premio Nuevos Talentos 2015

Festival de Cine East End (Reino Unido)
- El incendio nominada al Premio EEFF 2015 a la Mejor Película

Festival Internacional de Cine de Transilvania
- El incendioganadora del Premio 2015 a la Mejor Película